# Phare du cap Espichel
Le phare du cap Espichel est un phare situé dans la freguesia de Castelo de la municipalité de Sesimbra, dans le district de Setúbal (Région de Lisbonne-et-Val-de-Tage au Portugal).
Il est géré par l'autorité maritime nationale du Portugal à Oeiras (Grand Lisbonne).
Il se trouve à côté du sanctuaire Notre-Dame du Cap Espichel qui est classé comme Immeuble d'intérêt public.

## Histoire
L'origine du phare est liée au sanctuaire Notre-Dame du Cap Espichel datant de 1430, où il y avait un petit phare pour signaler le cap.
Le phare actuel a été commandé sous l'ordre du Marquis de Pombal en date du 1er février 1758 et il est entré en service en 1790. La première description des caractéristiques du feu date de 1865, décrivant qu'il était équipé de 17 lampes de type Argand et de réflecteurs paraboliques, donnant une lumière blanche continue, d'une portée de 13 milles nautiques (environ 23 km).
En 1886, une nouvelle lanterne a été installée avec un appareil optique de premier ordre à lentille de Fresnel de 920 mm de longueur focale, éclairé par une lampe fonctionnant à la vapeur de pétrole, et équipé d'un mécanisme rotatif d'horlogerie pour produire quatre flashes. Une corne de brume a été également installée.
En 1947, il a reçu une lentille de Fresnel aéromaritime de quatrième ordre et de 300 mm de longueur focale. Il a également été équipé d'une balise radio qui a cessé d'émettre en 2001. Le phare a été électrifié en 1980 et automatisé 1989. Il émet un éclat blanc, toutes les 4 secondes, visible jusqu'à environ 46 km.
Identifiant : ARLHS : POR009 ; PT-360- Amirauté : D2139 - NGA : 3508.
|              |
| Cap Espichel |

|             |
| La lanterne |

### Lien connexe
- Liste des phares du Portugal